# Prvočíselná funkce
Prvočíselná funkce je funkce udávající počet prvočísel menších nebo rovných zadanému reálnému číslu x . Bývá značena pomocí řeckého písmeneme π jako {\displaystyle \pi (x)} (ovšem nesouvisí nijak přímo se známějším Ludolfovým číslem) a je předmětem studia v matematice, v teorii čísel.

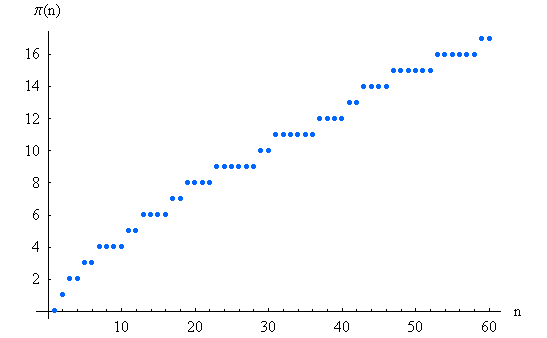
Hodnoty π(n) pro prvních 60 přirozených čísel

## Historie
Rozložení prvočísel mezi přirozenými čísly je předmětem zájmu číselných teoretiků již dlouho. Na konci 18. století vyslovili Carl Friedrich Gauss a Adrien-Marie Legendre domněnku, že prvočíselná funkce přibližně odpovídá funkci
{\displaystyle x/\operatorname {ln} (x)\!}
tedy že
{\displaystyle \lim _{x\rightarrow \infty }{\frac {\pi (x)}{x/\operatorname {ln} (x)}}=1.\!}
Tento výsledek, známý jako prvočíselná věta, se podařilo dokázat až v roce 1896, kdy jeho důkaz podali nezávisle na sobě Jacques Hadamard a Charles de la Vallée Poussin za použití Riemannovy funkce.

## Algoritmy pro získání hodnotyπ(x){\displaystyle \pi (x)}
Pro malé hodnoty je nejsnazší explicitně zjistit všechna prvočísla menší než {\displaystyle x} (například pomocí Eratosthenova síta) a sečíst je.
Legendre vymyslel propracovanější způsob výpočtu {\displaystyle \pi (x)}: Pro dané reálné číslo {\displaystyle x}
a různá prvočísla {\displaystyle p_{1}}, {\displaystyle p_{2}}, …, {\displaystyle p_{k}} je počet přirozených čísel nesoudělných se všemi {\displaystyle p_{i}} a menších než {\displaystyle x} roven
{\displaystyle \lfloor x\rfloor -\sum _{i}\left\lfloor {\frac {x}{p_{i}}}\right\rfloor +\sum _{i<j}\left\lfloor {\frac {x}{p_{i}p_{j}}}\right\rfloor -\sum _{i<j<k}\left\lfloor {\frac {x}{p_{i}p_{j}p_{k}}}\right\rfloor +\cdots ,}
Pokud za {\displaystyle p_{1}}, {\displaystyle p_{2}}, …, {\displaystyle p_{k}} zvolíme všechna prvočísla menší než odmocnina z {\displaystyle x}, je toto číslo rovno:
{\displaystyle \pi (x)-\pi \left({\sqrt {x}}\right)+1\,}
Ještě lepší algoritmy od té doby vymysleli například Ernst Meissel nebo Derrick Henry Lehmer.